# Warriors of Fate
Warriors of Fate è un picchiaduro a scorrimento prodotto da Capcom. È il secondo videogioco arcade basato sul manga Tenchi wo Kurau, successore di Dynasty Wars. Originariamente pubblicato per arcade nel 1992, versioni console per Sega Saturn e PlayStation furono distribuite nel 1996. Una versione per cellulari seguì nel 2005. Capcom successivamente incluse una versione emulata dell'originale arcade come parte di Capcom Beat 'Em Up Bundle pubblicato digitalmente per PlayStation 4, Nintendo Switch, Xbox One e Microsoft Windows il 18 settembre 2018.

## Trama
Nella versione giapponese, Tenchi wo Kurau II segue la difficile situazione di Liu Bei a Jingzhou da Il romanzo dei Tre Regni, un romanzo cinese, ambientato nel periodo dei Tre Regni mentre Cao Cao si prepara a invadere le sue terre. In Warriors of Fate, Shu Han, guidato da Liu Bei, come nel romanzo, fu in ogni cosa "buono" e "giusto", mentre Wei, guidato da sempre sospettoso e astuto Cao Cao, è ritratto come "malvagio" e "cattivo". I guerrieri di Liu Bei iniziano a combattere le forze di Cao Cao nelle battaglie di Bowang, di Changban, e infine si uniscono con Sun Quan per combattere nella battaglia delle scogliere rosse. Se le cinque tigri uccidono Cao Cao, Wu e Shu uniscono le forze e si alleano con Wei e restituiscono l'impero per governare e riportare la pace, altrimenti Cao Cao scappa e la storia continua come previsto con il regno in tumulto e l'eventuale morte di Shu. Nell'adattamento inglese, tuttavia, la trama dei tre regni non viene alterata, e molti nomi sono stati cambiati con nomi di origine mongola. La storia è ambientata in un fittizio reame dove il malvagio sovrano Akkila-Orkhan (originariamente Cao Cao) di Shang-Lo prova a conquistare i suoi paesi confinanti distruggendoli. Kuan-Ti (originariamente Liu Bei), con l'aiuto dei cinque grandi guerrieri, si oppone e combatte per difendere la sua gente e terre

## Modalità di gioco
Warriors of Fate è un picchiaduro a scorrimento di nove livelli. Ciascuno contiene enorme numero di nemici che includono soldati armati di lancia, arcieri, forzuti, soldati armati di bombe, e alla fine uno dei boss di Wei. Possono esserci fino a 3 giocatori su schermo nello stesso momento. Usando due bottoni, attacco e salto, tutti i personaggi hanno mosse standard tipiche dei picchiaduro a scorrimento di Capcom di allora. Oltre ai nemici comuniche includono i soldati di Wei ci sono anche banditi, corsari, lottatori, uomini grassi e ladri continueranno a spuntare dappertutto. Alla fine di ogni livello c'è un generale di Wei come boss di livello, quali Li Dian, Xiahou Dun, Xu Chu, Zhang Liao, Cao Ren, Xu Huang, e l'infame Lü Bu come boss finale. Dopo averli sconfitti tutti, c'è anche Cao Cao stesso che tenterà di scappare. Il gioco ha anche due livelli bonus che richiedono la rapida pressione di bottoni. C'è inoltre una varietà di armi nel gioco che possono essere raccolte. Come nella maggior parte dei picchiaduro a scorrimento, il cibo è usato per recuperare salute e può essere trovato in vari contenitori rompibili nei livelli del gioco. Una caratteristica notabile del gioco è l'abilità a evocare un cavallo da battaglia che aggiunge più potenza ai personaggi che generalmente utilizzano armi inastate (tranne l'arco lungo per Huang Zhong). Ogni personaggio, eccetto Zhao Yun, viene data una speciale mossa per afferrare e lanciare gli avversari. A differenza del primo gioco, Dynasty Wars, Liu Bei non è giocabile. I personaggi giocabili sono Zhang Fei, Guan Yu, Zhao Yun, Huang Zhong, quattro dei famosi generali delle cinque tigri, e Wei Yan (nella versione americana, sono chiamati rispettivamente Portor, Kassar, Subtai, Kadan, e Abaka).